# František Brunsvik z Korompy
Hrabě František Brunsvik (též Brunswick) z Korompy (německy Franz Brunsvik de Korompa, maďarsky korompai Brunsvik Ferenc, 25. září 1777 Prešpurk - 23. října 1849 Vídeň) byl (horno)uhersko-rakouský šlechtic, violoncellista a divadelní podnikatel z hraběcího rodu Brunsviků z Korompy.

## Život

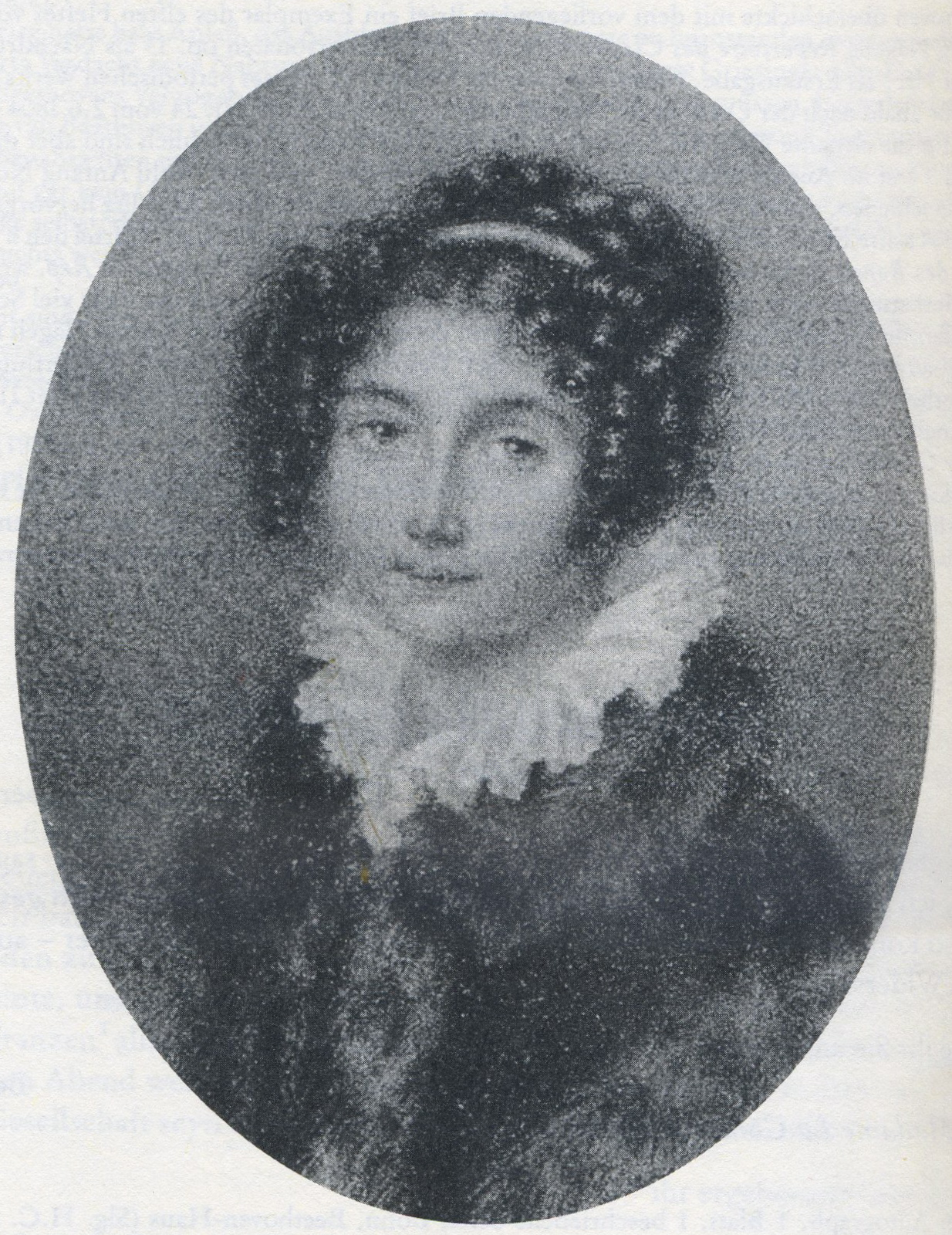
Sestra Josefína Brunsviková, pravděpodobná Beethovenova "Nehynoucí láska"

Narodil se jako syn hraběte Antonína II. Brunsvika (1745–1793) a jeho manželky, hraběnky Alžběty roz. baronky Wankelové ze Seebergu (1752–1830). Měl tři sestry, vynikající hudebnice Terezii, Josefínu (provd. za českého šlechtice Jana Josefa Deyma ze Stříteže) a Karolinu. 
Po smrti otce pobývaly děti často v Dolní Krupé na panství otcova bratra, hraběte Josefa Brunswicka (1750–1827), který zastával významné úřady u uherského královského dvora a byl vrchním župan Pešťské župy. 
Rodina žila převážně v Budíně, v královském paláci nad městem se slavnou galerií s 300 cenných obrazů, včetně děl Leonarda da Vinciho, Albrechta Dürera a Rembrandta. V jejich městském paláci byla také rozsáhlá knihovna s asi 6 000 svazky a kabinetem minerálií.
František Brunsvik byl vynikajícím violoncellistou. Často pobýval ve Vídni, kde jeho sestra Josefína od svatby s Janem Josefem Deymem ze Stříteže v roce 1799 žila v Deymovském paláci na nároží Rotheturmstrasse a Schwedenplatz. Zde se na podzim roku 1799 prostřednictvím svých sester seznámil s Ludwigem van Beethovenem a  brzy se stal jedním z jeho nejbližších přátel. Josefína byla také zřejmě adresátkou slavného Beethovenova dopisu své "Věčné lásce". Jejich přátelství bylo zvláště intenzivní mezi lety 1806 a 1812. Během této doby Beethoven věnoval Františkovi dvě ze svých nejvýznamnějších klavírních děl: Sonátu f moll, op. 57 (první vydání v roce 1807), tzv. Appassionatu a Fantazii H dur, op. 77 (1810).
V roce 1809 se František Brunsvik stal spolusprávcem rodinného panství v Martonvásáru, ale zůstával i nadále v korespondenčním styku s Beethovenem, a to až do roku 1814. V roce 1819 převzal vedení Pešťského divadla.
V roce 1823 se oženil s klavíristkou Sidonií Justhovou (1801–1866), s ní měl syna Gézu. Mezi přátele manželů patřil rovněž klavírista a skladatel Stephen Heller. 25. srpna 1838 byli manželé Brunsvikovi také mezi posluchači debutu sedmiletého houslisty Josepha Joachima a následně ho podporovali. 